# プライマル (ソフトウェア会社)
プライマル株式会社（英: Primal, Inc.）は、東京都新宿区に本社を置き、連結会計システムの開発・販売の他、会計分野に特化してSI業務・コンサルティングサービスを提供する日本の企業である。

## 沿革
- 2006年6月  東京都杉並区に、プライマル株式会社を資本金500万円で設立  会計・ディスクロージャー関連のシステム開発事業、コンサルティング事業を開始
- 2007年1月  事業拡大に伴い、本社事務所を港区西新橋に移転  資本金を1100万円に増資
- 2008年
  - 1月  事業拡大に伴い、本社事務所を港区芝大門に移転
  - 3月  資本金を2100万円に増資
  - 10月  有料職業紹介事業　許可取得 ＜厚労省許可番号：13－ユ－303534＞  一般労働者派遣事業 許可取得 ＜厚労省許可番号：般13－303990＞
  - 11月  自社開発の連結会計パッケージ「Conglue（コングルー）」β（ベータ）版［Ver 0.9］をリリース
- 2009年
  - 2月  プライバシーマークの付与認定を授受
    - ＜認定年月日＞2009/2/12
    - ＜認定番号＞第10823152（01）号　JISQ15001:2006準拠
- 2009年
  - 4月  連結会計システム「Conglue（コングルー）」製品版［Ver 1.0］をリリース
  - 5月  XBRL解析エンジン「Primal XBRL Parser」製品版［Ver 1.0］をリリース  「第18回ソフトウェア開発環境展（SODEC）」に出展
- 2010年3月  資本金を3600万円に増資
- 2011年8月  事業拡大に伴い、本社事務所を港区赤坂（赤坂ツインタワー東館）に移転
- 2012年1月  資本金を4000万円に増資
- 2013年
  - 1月  大阪市中央区に、大阪オフィスを開設
  - 8月  事業拡大に伴い、東京本社事務所を港区虎ノ門（城山トラストタワー）に移転
  - 10月  資本金を6000万円に増資  株式会社ミロク情報サービスと資本・業務提携
  - 11月  関西以西の事業拡大に伴い、大阪オフィスを大阪市中央区内本町に移転
- 2014年12月  予算編成システム「BizForecast（ビズフォーキャスト）」製品版［Ver 1.0］をリリース
- 2015年
  - 4月  新卒1期生（4名）が入社
  - 12月  シンガポールを中心とするASEAN圏でConglue / BizForecastの販売開始
- 2016年11月  Conglue / BizForecastの累計導入会社数 100社突破
- 2017年12月  BizForecastがITトレンド｜予算管理部門｜2017年度年間ランキング 総合第1位を獲得
- 2018年
  - 7月  事業拡大に伴い、東京本社事務所を新宿区（新宿フロントタワー）に移転  連結会計システム「Conglue」・予算編成システム「BizForecast」をグループ経営管理システム「BizForecast」シリーズブランドに統合
  - 8月  「BizForecast」シリーズの累計導入会社数 200社突破
  - 10月  ISMS認証を取得
    - ＜認定年月日＞2018/10/29
    - ＜登録番号＞IS 698245（ISO/IEC 27001:2013 ／ JIS Q 27001:2014 準拠）

  - 12月  BizForecastがITトレンド｜予算管理部門｜2018年度年間ランキング 総合第1位を獲得（2年連続）
- 2019年11月  「BizForecast」シリーズの累計導入会社数 250社突破